# Yahia Ali Oulhadj
Yahia Ali Oulhadj, (en arabe : يحيى علي أولحاج), né le 3 décembre 1964 dans la wilaya d'Alger, est un militaire algérien, commandant de la Gendarmerie nationale d'août 2021 à avril 2025. Il est réputé proche de Saïd Chengriha, chef d'État-Major de l'Armée nationale populaire, « homme fort » du pays depuis décembre 2019. 

## Biographie
Yahya Ali Oulhadj est né le 3 décembre 1964, dans la wilaya d'Alger. Après une formation militaire, il intègre l'armée algérienne où il occupe différents postes.

### Carrière
Yahya Ali Oulhadj a été le commandant régional de la Gendarmerie nationale (GN) de la région militaire II d’Oran. En 2015, il assure les fonctions de commandant régional de la GN au commandement de le 3e région dans la wilaya de Béchar, à proximité de la frontière avec le Maroc. Il travaille alors avec Saïd Chengriha, commandant de la région militaire III de 2004 à 2018.
Le 3 juillet 2019, il est mis à la retraite d’office pour corruption.
En aout 2020, malgré sa mise à la retraite un an plus tôt, Yahya Ali Oulhadj est nommé Chef d’état-major du Commandement de la GN, il est installé à ce poste par Gouasmia Nouredine, commandant de la Gendarmerie nationale et proche du général Major Ben Ali Ben Ali et d'Ahmed Gaïd Salah. Selon le journaliste Nicolas Beau, Yahia Ali Oulhadj mène alors une « enquête à charge » contre son nouveau chef, le général Gouasmia et ce pour le compte de Saïd Chengriha. Toujours est-il, qu'il succède à Gouasmia Nouredine en août 2021, Saïd Chengriha préside alors la cérémonie de passation de pouvoir et son installation dans ses nouvelles fonctions de commandant de la Gendarmerie nationale. Nicolas Beau considère qu'Yayia Ali Oulhadj est désigné pour ce poste grâce à  sa « proximité avec Chengriha » mais aussi pour sa « réputation répressive »,.
En 2023, à l'occasion de la Journée nationale de la presse algérienne, Yahia Ali Oulhadj organise une manifestation où il indique que la Gendarmerie nationale communique largement pour permettre aux médias algérien d'accéder à l'information sécuritaire. Il entend ainsi que la presse puisse « éclairer l'opinion publique » et « assumer la sécurité et la quiétude publiques »,.
À l'occasion de la journée de la femme en mars 2024, Yahia Ali Oulhadj met en avant le rôle des femmes algériennes au sein de la Gendarmerie nationale où elles sont plus de 3 000 : « La femme a prouvé ses capacités ».  Yahia Ali Oulhadj évoque les femmes algériennes pendant la guerre d'Algérie, et considère qu'aujourd'hui elle « participe au processus du développement et de la construction dans les différentes institutions et tous les secteurs ».
Le 14 avril 2025, Abdelmadjid Tebboune met fin aux fonctions de Yahia Ali Oulhadj à la tête de la Gendarmerie. Il est remplacé par le général Sid Ahmed Bourommana ,.

### Allégations de corruption
En 2022, Guermit Bounouira, ancien secrétaire particulier du général Ahmed Gaïd Salah, met en cause Saïd Chengriha et Yahya Ali Oulhadj pour des opérations de trafic de drogue et d'armes qu'il estime à 25 milliards de dollars par an : « Dans chaque opération, la part de chengriha est prélevée dans ce trafic de drogue et des armes au Sahara à travers les colonels Mahjoubi chef des forces armées de la 2ème région et Yahya Ali Oulhadj chef de la gendarmerie de la 3ème région militaire dirigée par Chengriha. »,.